# 조지 스콧 (1944년생 야구 선수)
조지 찰스 스콧 주니어(영어: George Charles Scott Jr., 1944년 3월 23일~2013년 7월 28일)는 "부머"(영어: Boomer)라는 별명으로 알려진 미국의 프로 야구 선수이자 코치, 감독으로, 1966년부터 1979년까지 메이저 리그 베이스볼(MLB)에서 1루수로 뛰었다. 1967년 보스턴 레드삭스 시절 당시 아메리칸 리그(AL) 정규 시즌 우승을 경험했고, 1975년 밀워키 브루어스 시절 당시 AL 홈런 1위와 타점 1위를 차지했다.
세 시즌 올스타에 선정된 바 있으며, 당대 1루수로 최고의 수비를 보여준 선수 중 한명으로 1967년과 1976년 사이에만 여덟 차례 골드글러브를 수상했다. 그리고 메이저 리그 경력 마지막 해에 캔자스시티 로열스와 뉴욕 양키스에서도 선수 생활을 했다.
메이저 리그를 떠난 후에는 멕시칸 리그에서 선수 겸 감독을 맡았으며, 1980년대부터 2002년까지 독립 리그로 건너가 전임 감독을 맡았다. 2006년에 보스턴 레드삭스 명예의 전당, 이듬해 미시시피주 스포츠 명예의 전당에 각각 헌액되었다. 2014년에는 밀워키 브루어스 명예의 벽에 헌정되었다.

## 더 읽어보기
- Anderson, Ron. “George Scott”. 《Society for American Baseball Research》 (영어). SABR Baseball BioProject.
- Thompson, Khari (2021년 5월 14일). “'He was definitely a legend': Red Sox star George 'Boomer' Scott's son keeps legacy alive years after his death”. 《Boston.com》 (영어). 2021년 5월 15일에 확인함.